# 多鲍
多鲍，是匈牙利维斯普雷姆州所辖的一个村，总面积21.22平方公里，总人口502，人口密度23.7人/平方公里（2010年1月1日）。